# BRM・P160
BRM・P160 は、ブリティッシュ・レーシング・モータースが1971年、1972年、1973年および1974年のF1世界選手権に投入したフォーミュラ1カー。トニー・サウスゲートが設計し、3.0リッターの自社製V12エンジンを搭載した。

## 開発
P160はトニー・サウスゲートによって設計されたP153の小改良型であり、車体は燃料タンクのため膨らみ丸みを帯びた低いモノコック構造であった。ラジエター配管の位置はP153から変更され、車体下部に収められた。サスペンションは前後とも改良型が採用されたが、V12エンジンは変化が無かった。1971年シーズンの最も速い車の一つであり、BRMにコンストラクターズランキング2位をもたらした。ジョー・シフェールはオーストリア、ピーター・ゲシンはイタリアで優勝した。シーズンはジョー・シフェールの悲劇的な事故で幕を閉じた。シフェールはBRMで死亡した唯一のレーサーとなった。
1972年シーズンに向けて、いくつかの変更が行われた。モノコックは幅が狭められ開口部が拡大された。エンジン吸気用のインダクションポッドも装着され、リヤサスペンションも変更されトレッドが拡大した。これはP160Bと呼ばれた。スポンサーはマールボロが付き、前年までのヤードレーカラーから変更された。第6戦フランスグランプリからはオイルクーラーの位置が変更されたP160Cが投入された。ジャン＝ピエール・ベルトワーズは雨のモナコグランプリで勝利し、これはBRMの最後のグランプリ優勝となった。
1973年、再び改良が行われた。サウスゲートに代わって新たに加入したマイク・ピルビームはP160Dをくさび形のノーズからスポーツカーノーズに変更した。P160Eはレース・オブ・チャンピオンズで投入され、モノコック側面にクラッシャブルストラクチャーが装着された。このため車重は580kgに増加した。ドライバーはジャン＝ピエール・ベルトワーズに加えてクレイ・レガツォーニとニキ・ラウダが起用された。しかし、P160Eの欠点は非常に感受性が高かったことで、いくつかの強力なパフォーマンスを示したにもかかわらず、リタイアが非常に多かった。ラウダは混沌としたカナダグランプリをリードしたもののリタイアに終わった。BRMはこの年ランキング7位に終わり、メインスポンサーのマールボロを失った。
P180が完全な失敗に終わり、チームは1974年シーズンを再びP160Eで戦った。カラーリングはメインスポンサーを失ったため黒一色となり、レース・オブ・チャンピオンズからは銀と緑に変更された。P160は登場から4年を数え、既にライバルと戦うには戦闘力不足であった。1975年シーズンにP160はP201と完全に置き換えられた。

## レース戦績

### 1971
P160は1971年南アフリカグランプリでペドロ・ロドリゲスのドライブでデビューしたが、オーバーヒートでリタイアとなった。チームのもう1人のドライバー、ジョー・シフェールは南アフリカではP153をドライブしたが、第2戦以降はP160をドライブした。第2戦のスペイングランプリではシフェールはギアボックストラブルでリタイアしたが、ロドリゲスは4位に入賞した。モナコグランプリではシフェールがオイルラインの破損でリタイアし、ロドリゲスは9位で完走した。オランダグランプリではシフェールが6位、ロドリゲスは2位となった。フランスグランプリではシフェールが4位に入り、ロドリゲスはイグニッショントラブルでリタイアとなった。1971年7月11日、ドイツのノリスリンクで行われたインターセリエでロドリゲスは事故死し、その後に行われたイギリスグランプリにBRMはシフェールのみをエントリーさせた。シフェールはこのレースを9位で完走した。ドイツグランプリではイギリス人ドライバーのビック・エルフォードが代役として参戦し、11位で完走したが、シフェールは6周目に右フロントの下部ウィッシュボーンが外れかけたためピットインしようとショートカットしたことで失格となった。オーストリアグランプリではハウデン・ガンレイがP153からP160にスイッチ、イギリス人ドライバーのピーター・ゲシンがチームに加入した。シフェールはこのレースで優勝し、ゲシンは10位完走、ガンレイはイグニッショントラブルでリタイアとなった。イタリアグランプリではゲシンが優勝、ガンレイは5位で完走したが、マーチのロニー・ピーターソン、ティレルのフランソワ・セベール、サーティースのマイク・ヘイルウッドと僅差でのゴールであった。シフェールは9位で完走した。カナダグランプリでは地元ドライバーのジョージ・イートンがチームに加わったが、レースはBRMにとって最悪となった。ガンレイはクラッシュしたためスタートできず、シフェールは9位、ゲシンは14位、イートンは15位だったが悪天候のためレースは64周で中止された。最終戦アメリカグランプリではオーストリア人ドライバーのヘルムート・マルコが加わり、シフェールが2位、ガンレイが4位、ゲシンが9位、マルコは13位となった。シフェールはその後、ブランズ・ハッチで行われたノンタイトル戦のワールドチャンピオンシップ・ビクトリーレースで事故死した。15周目に高速でホーソーンベントに近づいたシフェールのP160は機械トラブルでコントロールを失い、コースを横切って土手に衝突した。P160は横転して炎上、シフェールは脱出することができなかった。

### 1972
1972年シーズンはハウデン・ガンレイとピーター・ゲシンが残留、アレックス・ソーラー＝ロイグが新たに加入し、P160Bを使用した。シーズン中盤にはP160Cが投入された。開幕戦のアルゼンチングランプリではソーラー＝ロイグがアクシデントでリタイア、ゲシンもオイル漏れでリタイアし、ガンレイが9位で完走した。ジャン＝ピエール・ベルトワーズは1971年1月のレースでイグナツィオ・ギュンティが死亡した事故の責任を問われアルゼンチングランプリを欠場したが、第2戦の南アフリカグランプリから参戦した。南アフリカではベルトワーズがエンジントラブルでリタイア、ゲシンとガンレイはそれぞれトップから9周、14周遅れとなったため非完走扱いとなった。スペイングランプリはBRMにとって不運となり、全員がリタイアした。ソーラー＝ロイグとレイネ・ウィセルはアクシデント、ベルトワーズはギアボックストラブル、ガンレイはエンジントラブルでリタイアした。モナコではベルトワーズが勝利し、ゲシンはアクシデント、ウィセルはエンジントラブルでリタイアした。ベルギーグランプリではガンレイが8位完走、ベルトワーズはオーバーヒート、ゲシンは燃料ポンプの故障でリタイアした。フランスグランプリではベルトワーズが15位完走、ウィセルはギアボックストラブルでリタイア、マルコはエマーソン・フィッティパルディのロータスが弾いた小石がヘルメットバイザーを突き抜けて左目に当たって目がくらみ、リタイアとなった。マルコはこの負傷でドライバーとしてのキャリアを終えることとなった。イギリスグランプリではベルトワーズが11位完走、ゲシンはエンジントラブル、ジャッキー・オリバーはサスペンショントラブルでリタイアした。ドイツグランプリではガンレイが4位に入賞、ベルトワーズは9位、ウィセルはエンジントラブルでリタイアした。オーストリアグランプリではガンレイが6位、ベルトワーズは8位、ゲシンは13位という結果であった。イタリアグランプリではゲシンが6位、ガンレイが11位、ウィセルが12位となった。カナダグランプリではガンレイが10位、ゲシンはサスペンショントラブルでリタイアとなった。最終戦アメリカグランプリではエンジントラブルのため両名ともリタイアとなった。

### 1973
1973年シーズンはP160Cが投入され、シーズン中盤にはP160DおよびP160Eが投入された。ドライバーはベルトワーズが残留し、クレイ・レガツォーニとニキ・ラウダが加入した。開幕戦アルゼンチングランプリではレガツォーニが7位となったが、ベルトワーズはエンジントラブル、ラウダは油圧トラブルでリタイアした。ブラジルグランプリではレガツォーニが6位、ラウダが8位となったがベルトワーズは電気系のトラブルでリタイアした。南アフリカグランプリではベルトワーズがクラッチトラブル、ラウダはエンジントラブル、レガツォーニはクラッシュし3台ともリタイアとなった。レガツォーニの車は炎上し、マイク・ヘイルウッドはレガツォーニを助けようと炎上する車に近寄り、彼を引っ張り出した。ヘイルウッドのドライビングスーツは引火したが、マーシャルが火を消し止めた。ヘイルウッドの勇敢な行為に対し、ジョージ・メダルが授与された。スペイングランプリではベルトワーズが5位、レガツォーニは9位、ラウダはタイヤのトラブルでリタイアとなった。ベルギーグランプリではラウダが5位、レガツォーニはアクシデントの後10位に入り、ベルトワーズは14周遅れで非完走扱いとなった。モナコグランプリではベルトワーズがアクシデント、ラウダはギアボックストラブル、レガツォーニはブレーキトラブルで3台ともリタイアした。スウェーデングランプリではレガツォーニが9位、ラウダが13位、ベルトワーズはエンジントラブルでリタイアした。フランスグランプリではラウダが9位、ベルトワーズが11位、レガツォーニは12位となった。イギリスグランプリではレガツォーニが9位、ラウダが12位、ベルトワーズは1ラップ目のアクシデントに巻き込まれ再スタートできなかった。オランダグランプリではベルトワーズが5位、レガツォーニが8位、ラウダは燃料ポンプトラブルでリタイアした。ドイツグランプリではベルトワーズがギアボックストラブル、レガツォーニがエンジントラブル、ラウダはサスペンショントラブルと3台ともリタイアした。ラウダはこのトラブルで手首を負傷し、次戦のオーストリアグランプリを欠場した。オーストリアではベルトワーズが5位、レガツォーニが6位と両名ともポイントを獲得した。イタリアグランプリではベルトワーズが13位、ラウダはアクシデント、レガツォーニはイグニッショントラブルでリタイアした。カナダグランプリではレガツォーニに代わってゲシンが出場したが、オイルポンプのトラブルでリタイアした。ラウダもトランスミッションのトラブルでリタイアし、ベルトワーズは4位に入賞した。最終戦アメリカグランプリではレガツォーニが8位、ベルトワーズは9位、ラウダはオイルポンプのトラブルでリタイアした。

### 1974

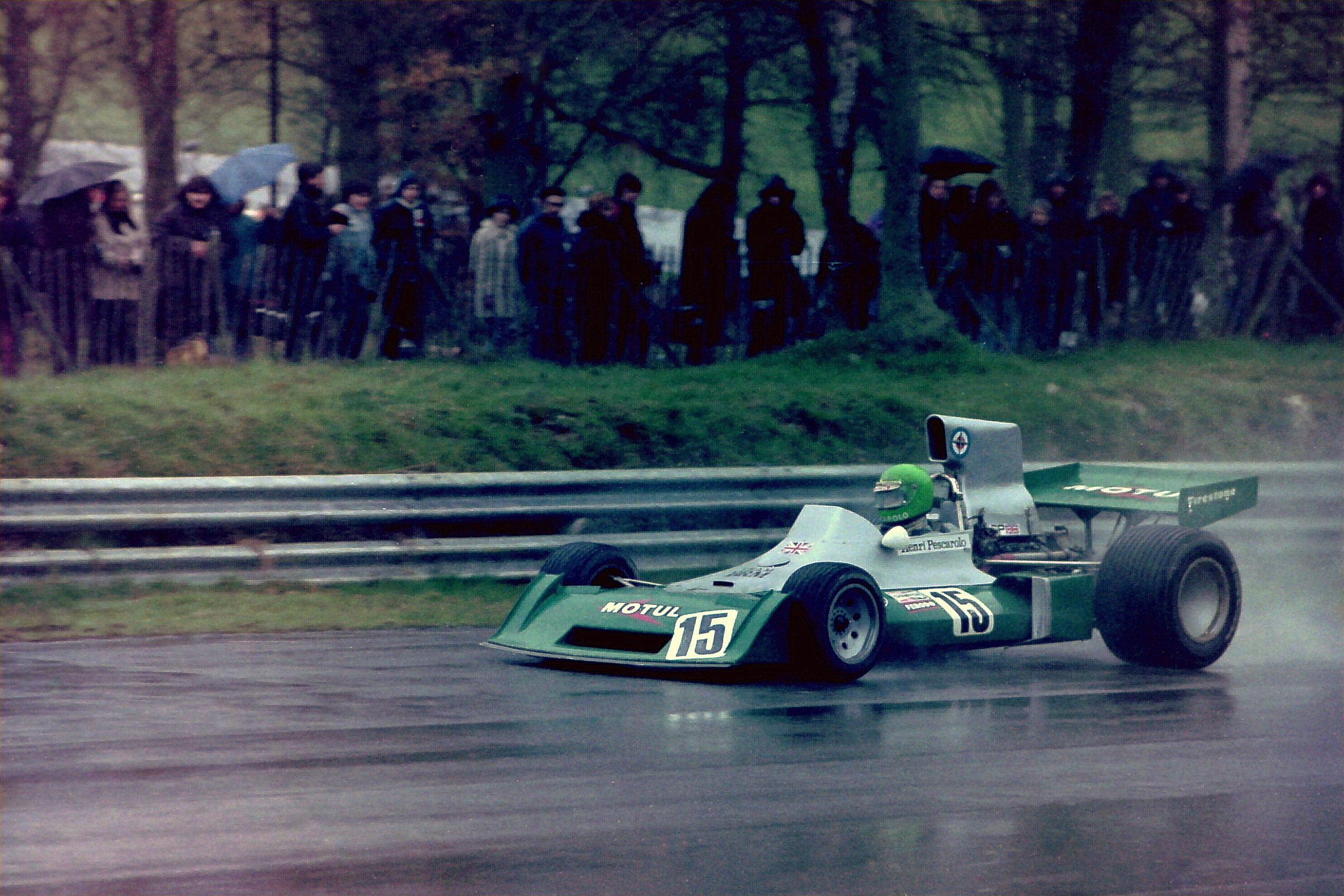
アンリ・ペスカロロがドライブするP160、1974年のレースオブチャンピオンズ

1974年シーズンはP160Eがシーズンの大半で使用され、その後P201に置き換えられた。ベルトワーズは残留したが、クレイ・レガツォーニとニキ・ラウダは共にフェラーリに移籍した。彼らに代わってアンリ・ペスカロロとフランソワ・ミゴールが起用された。

## F1における全成績
(key) （太字はポールポジション、斜体はファステストラップ）
| 年     | チーム                 | シャシー    | エンジン    | タイヤ | ドライバー                     | 1   | 2   | 3   | 4   | 5   | 6   | 7   | 8   | 9   | 10  | 11  | 12  | 13  | 14  | 15  | ポイント | 順位 |
| ------ | ---------------------- | ----------- | ----------- | ------ | ------------------------------ | --- | --- | --- | --- | --- | --- | --- | --- | --- | --- | --- | --- | --- | --- | --- | -------- | ---- |
| 1971年 | ヤードレー・チーム BRM | P160        | BRM 3.0 V12 | F      |                                | RSA | ESP | MON | NED | FRA | GBR | GER | AUT | ITA | CAN | USA |     |     |     |     | 36       | 2位  |
| 1971年 | ヤードレー・チーム BRM | P160        | BRM 3.0 V12 | F      | ペドロ・ロドリゲス             | Ret | 4   | 9   | 2   | Ret |     |     |     |     |     |     |     |     |     |     | 36       | 2位  |
| 1971年 | ヤードレー・チーム BRM | P160        | BRM 3.0 V12 | F      | ジョー・シフェール             |     | Ret | Ret | 6   | 4   | 9   | DSQ | 1   | 9   | 9   | 2   |     |     |     |     | 36       | 2位  |
| 1971年 | ヤードレー・チーム BRM | P160        | BRM 3.0 V12 | F      | ビック・エルフォード           |     |     |     |     |     |     | 11  |     |     |     |     |     |     |     |     | 36       | 2位  |
| 1971年 | ヤードレー・チーム BRM | P160        | BRM 3.0 V12 | F      | ピーター・ゲシン               |     |     |     |     |     |     |     | 10  | 1   | 14  | 9   |     |     |     |     | 36       | 2位  |
| 1971年 | ヤードレー・チーム BRM | P160        | BRM 3.0 V12 | F      | ハウデン・ガンレイ             |     |     |     |     |     |     |     | Ret | 5   | DNS | 4   |     |     |     |     | 36       | 2位  |
| 1971年 | ヤードレー・チーム BRM | P160        | BRM 3.0 V12 | F      | ジョージ・イートン             |     |     |     |     |     |     |     |     |     | 15  |     |     |     |     |     | 36       | 2位  |
| 1971年 | ヤードレー・チーム BRM | P160        | BRM 3.0 V12 | F      | ヘルムート・マルコ             |     |     |     |     |     |     |     |     |     |     | 13  |     |     |     |     | 36       | 2位  |
| 1972年 | マールボロ BRM         | P160B P160C | BRM 3.0 V12 | F      |                                | ARG | RSA | ESP | MON | BEL | FRA | GBR | GER | AUT | ITA | CAN | USA |     |     |     | 14       | 7位  |
| 1972年 | マールボロ BRM         | P160B P160C | BRM 3.0 V12 | F      | ハウデン・ガンレイ             | 9   | NC  | Ret |     | 8   |     |     | 4   | 6   | 11  | 10  | Ret |     |     |     | 14       | 7位  |
| 1972年 | マールボロ BRM         | P160B P160C | BRM 3.0 V12 | F      | ピーター・ゲシン               | Ret | NC  |     | Ret | Ret |     | Ret |     | 13  | 6   | Ret | Ret |     |     |     | 14       | 7位  |
| 1972年 | マールボロ BRM         | P160B P160C | BRM 3.0 V12 | F      | アレックス・ソーラー＝ロイグ   | Ret |     | Ret |     |     |     |     |     |     |     |     |     |     |     |     | 14       | 7位  |
| 1972年 | マールボロ BRM         | P160B P160C | BRM 3.0 V12 | F      | ジャン＝ピエール・ベルトワーズ |     | Ret | Ret | 1   | Ret | 15  | 11  | 9   | 8   |     |     |     |     |     |     | 14       | 7位  |
| 1972年 | マールボロ BRM         | P160B P160C | BRM 3.0 V12 | F      | レイネ・ウィセル               |     |     | Ret | Ret |     | Ret |     | Ret |     | 12  |     |     |     |     |     | 14       | 7位  |
| 1972年 | マールボロ BRM         | P160B P160C | BRM 3.0 V12 | F      | ヘルムート・マルコ             |     |     |     |     |     | Ret |     |     |     |     |     |     |     |     |     | 14       | 7位  |
| 1972年 | マールボロ BRM         | P160B P160C | BRM 3.0 V12 | F      | ジャッキー・オリバー           |     |     |     |     |     |     | Ret |     |     |     |     |     |     |     |     | 14       | 7位  |
| 1973年 | マールボロ BRM         | P160D P160E | BRM 3.0 V12 | F      |                                | ARG | BRA | RSA | ESP | BEL | MON | SWE | FRA | GBR | NED | GER | AUT | ITA | CAN | USA | 12       | 7位  |
| 1973年 | マールボロ BRM         | P160D P160E | BRM 3.0 V12 | F      | ジャン＝ピエール・ベルトワーズ | Ret | Ret | Ret | 5   | Ret | Ret | Ret | 11  | Ret | 5   | Ret | 5   | 13  | 4   | 9   | 12       | 7位  |
| 1973年 | マールボロ BRM         | P160D P160E | BRM 3.0 V12 | F      | ニキ・ラウダ                   | Ret | 8   | Ret | Ret | 5   | Ret | 13  | 9   | 12  | Ret | Ret | DNS | Ret | Ret | Ret | 12       | 7位  |
| 1973年 | マールボロ BRM         | P160D P160E | BRM 3.0 V12 | F      | クレイ・レガツォーニ           | 7   | 6   | Ret | 9   | 10  | Ret | 9   | 12  | 7   | 8   | Ret | 6   | Ret |     | 8   | 12       | 7位  |
| 1973年 | マールボロ BRM         | P160D P160E | BRM 3.0 V12 | F      | ピーター・ゲシン               |     |     |     |     |     |     |     |     |     |     |     |     |     | Ret |     | 12       | 7位  |
| 1974年 | チーム・モチュール BRM | P160E       | BRM 3.0 V12 | F      |                                | ARG | BRA | RSA | ESP | BEL | MON | SWE | NED | FRA | GBR | GER | AUT | ITA | CAN | USA | 10       | 7位  |
| 1974年 | チーム・モチュール BRM | P160E       | BRM 3.0 V12 | F      | ジャン＝ピエール・ベルトワーズ | 5   | 10  |     |     |     |     |     |     |     |     |     |     |     |     |     | 10       | 7位  |
| 1974年 | チーム・モチュール BRM | P160E       | BRM 3.0 V12 | F      | アンリ・ペスカロロ             | 9   | 14  | 18  | 12  | Ret | Ret |     | Ret |     |     |     |     |     |     |     | 10       | 7位  |
| 1974年 | チーム・モチュール BRM | P160E       | BRM 3.0 V12 | F      | フランソワ・ミゴール           | Ret | 16  | 15  | Ret | 16  | Ret |     |     | 14  | NC  | DNQ |     |     |     |     | 10       | 7位  |

## ノンタイトル戦における全成績
(key) （太字はポールポジション、斜体はファステストラップ）
| 年     | チーム                 | シャシー    | エンジン    | タイヤ | ドライバー                     | 1   | 2   | 3   | 4   | 5   | 6   | 7   | 8   |
| ------ | ---------------------- | ----------- | ----------- | ------ | ------------------------------ | --- | --- | --- | --- | --- | --- | --- | --- |
| 1971年 | ヤードレー・チーム BRM | P160        | BRM 3.0 V12 | F      |                                | ARG | ROC | QUE | SPR | INT | RIN | OUL | VIC |
| 1971年 | ヤードレー・チーム BRM | P160        | BRM 3.0 V12 | F      | ペドロ・ロドリゲス             |     |     | 10  | 1   | 4   | DNA |     |     |
| 1971年 | ヤードレー・チーム BRM | P160        | BRM 3.0 V12 | F      | ジョー・シフェール             |     |     | 6   |     | Ret |     |     | 4   |
| 1971年 | ヤードレー・チーム BRM | P160        | BRM 3.0 V12 | F      | ピーター・ゲシン               |     |     |     |     |     |     | Ret | 1   |
| 1971年 | ヤードレー・チーム BRM | P160        | BRM 3.0 V12 | F      | ハウデン・ガンレイ             |     |     |     |     |     |     |     | Ret |
| 1972年 | マールボロ BRM         | P160B P160C | BRM 3.0 V12 | F      |                                | ROC | BRA | INT | OUL | REP | VIC |     |     |
| 1972年 | マールボロ BRM         | P160B P160C | BRM 3.0 V12 | F      | ピーター・ゲシン               | 4   | Ret | 6   | Ret | Ret | 5   |     |     |
| 1972年 | マールボロ BRM         | P160B P160C | BRM 3.0 V12 | F      | ジャン＝ピエール・ベルトワーズ | 6   | DNS | 2   |     |     |     |     |     |
| 1972年 | マールボロ BRM         | P160B P160C | BRM 3.0 V12 | F      | ハウデン・ガンレイ             | 7   |     | DNA |     | 5   |     |     |     |
| 1972年 | マールボロ BRM         | P160B P160C | BRM 3.0 V12 | F      | ヘルムート・マルコ             |     | 4   |     |     |     |     |     |     |
| 1972年 | マールボロ BRM         | P160B P160C | BRM 3.0 V12 | F      | ヴァーン・シュパン             |     |     |     |     |     | 4   |     |     |
| 1973年 | マールボロ BRM         | P160D P160E | BRM 3.0 V12 | F      |                                | ROC | INT |     |     |     |     |     |     |
| 1973年 | マールボロ BRM         | P160D P160E | BRM 3.0 V12 | F      | ジャン＝ピエール・ベルトワーズ | 6   |     |     |     |     |     |     |     |
| 1973年 | マールボロ BRM         | P160D P160E | BRM 3.0 V12 | F      | ニキ・ラウダ                   | Ret | 5   |     |     |     |     |     |     |
| 1973年 | マールボロ BRM         | P160D P160E | BRM 3.0 V12 | F      | ヴァーン・シュパン             | Ret | 9   |     |     |     |     |     |     |
| 1973年 | マールボロ BRM         | P160D P160E | BRM 3.0 V12 | F      | クレイ・レガツォーニ           |     | 3   |     |     |     |     |     |     |
| 1974年 | チーム・モチュール BRM | P160E       | BRM 3.0 V12 | F      |                                | PRE | ROC | INT |     |     |     |     |     |
| 1974年 | チーム・モチュール BRM | P160E       | BRM 3.0 V12 | F      | アンリ・ペスカロロ             | 7   | 7   | 4   |     |     |     |     |     |
| 1974年 | チーム・モチュール BRM | P160E       | BRM 3.0 V12 | F      | ジャン＝ピエール・ベルトワーズ | 8   |     |     |     |     |     |     |     |
| 1974年 | チーム・モチュール BRM | P160E       | BRM 3.0 V12 | F      | フランソワ・ミゴール           |     |     | 5   |     |     |     |     |     |

## 参照
1. ↑  “BRM P160”.   Stats F1. 2016年1月9日閲覧。
2. ↑  “BRM P160B”.   Stats F1. 2016年1月9日閲覧。
3. ↑  “BRM P160C”.   Stats F1. 2016年1月9日閲覧。
4. ↑  “BRM P160D”.   Stats F1. 2016年1月9日閲覧。
5. ↑  “BRM P160E”.   Stats F1. 2016年1月9日閲覧。
6. ↑  “Grand Prix results, South African GP 1971”. grandprix.com. 2016年1月10日閲覧。
7. ↑  “Grand Prix results, Spanish GP 1971”. grandprix.com. 2016年1月10日閲覧。
8. ↑  “Grand Prix results, Monaco GP 1971”. grandprix.com. 2016年1月10日閲覧。
9. ↑  “Grand Prix results, Dutch GP 1971”. grandprix.com. 2016年1月10日閲覧。
10. ↑  “Grand Prix results, French GP 1971”. grandprix.com. 2016年1月10日閲覧。
11. ↑  “Grand Prix results, British GP 1971”. grandprix.com. 2016年1月10日閲覧。
12. ↑  “Grand Prix results, German GP 1971”. grandprix.com. 2016年1月10日閲覧。
13. ↑  “Grand Prix results, Austrian GP 1971”. grandprix.com. 2016年1月10日閲覧。
14. ↑  “Grand Prix results, Italian GP 1971”. grandprix.com. 2016年1月10日閲覧。
15. ↑  “Grand Prix results, Canadian GP 1971”. grandprix.com. 2016年1月10日閲覧。
16. ↑  “Grand Prix results, United States GP 1971”. grandprix.com. 2016年1月10日閲覧。
17. ↑  “Grand Prix results, Argentine GP 1972”. grandprix.com. 2016年1月10日閲覧。
18. ↑  “Grand Prix results, South African GP 1972”. grandprix.com. 2016年1月10日閲覧。
19. ↑  “Grand Prix results, Spanish GP 1972”. grandprix.com. 2016年1月10日閲覧。
20. ↑  “Grand Prix results, Monaco GP 1972”. grandprix.com. 2016年1月10日閲覧。
21. ↑  “Grand Prix results, Belgian GP 1972”. grandprix.com. 2016年1月10日閲覧。
22. ↑  “Grand Prix results, French GP 1972”. grandprix.com. 2016年1月10日閲覧。
23. ↑  “Grand Prix results, British GP 1972”. grandprix.com. 2016年1月10日閲覧。
24. ↑  “Grand Prix results, German GP 1972”. grandprix.com. 2016年1月10日閲覧。
25. ↑  “Grand Prix results, Austrian GP 1972”. grandprix.com. 2016年1月10日閲覧。
26. ↑  “Grand Prix results, Italian GP 1972”. grandprix.com. 2016年1月10日閲覧。
27. ↑  “Grand Prix results, Canadian GP 1972”. grandprix.com. 2016年1月10日閲覧。
28. ↑  “Grand Prix results, United States GP 1972”. grandprix.com. 2016年1月10日閲覧。
29. ↑  “Grand Prix results, Argentine GP 1973”. grandprix.com. 2016年1月10日閲覧。
30. ↑  “Grand Prix results, Brazilian GP 1973”. grandprix.com. 2016年1月10日閲覧。
31. ↑  “Grand Prix results, South African GP 1973”. grandprix.com. 2016年1月10日閲覧。
32. ↑  “Grand Prix results, Brazilian GP 1973”. grandprix.com. 2016年1月10日閲覧。
33. ↑  “Grand Prix results, Belgian GP 1973”. grandprix.com. 2016年1月10日閲覧。
34. ↑  “Grand Prix results, Monaco GP 1973”. grandprix.com. 2016年1月10日閲覧。
35. ↑  “Grand Prix results, Swedish GP 1973”. grandprix.com. 2016年1月10日閲覧。
36. ↑  “Grand Prix results, French GP 1973”. grandprix.com. 2016年1月10日閲覧。
37. ↑  “Grand Prix results, British GP 1973”. grandprix.com. 2016年1月10日閲覧。
38. ↑  “Grand Prix results, Dutch GP 1973”. grandprix.com. 2016年1月10日閲覧。
39. ↑  “Grand Prix results, German GP 1973”. grandprix.com. 2016年1月10日閲覧。
40. ↑  “Grand Prix results, Austrian GP 1973”. grandprix.com. 2016年1月10日閲覧。
41. ↑  “Grand Prix results, Italian GP 1973”. grandprix.com. 2016年1月10日閲覧。
42. ↑  “Grand Prix results, Canadian GP 1973”. grandprix.com. 2016年1月10日閲覧。
43. ↑  “Grand Prix results, United States GP 1973”. grandprix.com. 2016年1月10日閲覧。